# 360 (magazin)
A 360 egy Xbox 360 játékkonzolra megjelenő videójátékokkal foglalkozó magazin, amit az Imagine Publishing ad ki az Egyesült Királyságban. Eredetileg négy hetente jelent meg, azonban 2009-ben áttértek a háromheti megjelenésre.

## Tartalom
Az újság négy fő részre van tagolva: az Agendára, a Foreplayre, a tesztekre és a Live Stylera. A nyolcadik és kilencedik oldalakat Threadnek nevezik és e-mailek, levelek és a 360 magazin fórumáról származó hozzászólások vagy ezek részletei alkotják. A kilencedik oldalon egy kördiagram található, amely a 360 magazin fórumáról származó hetente cserélődő szavazások végeredményének egyike, amelyet az újság szerkesztői választanak ki.
A teszteket két egyéb cikk követi, amelyek összesen tíz oldal hosszúságúak lehetnek. Az újság 130 oldal hosszú.
A magazint az Edge-hez hasonlóan felnőtt játékosoknak szánják.
Az újság játékokat is tesztel; 5 pontos skálán értékelve. Ritkán játékokhoz kapcsolódó hardvereket és az Xbox Live bizonyos aspektusait is értékelik. Ezek általában az Xbox Live piactérről megvásárolható játékok vagy bolti játékok Live támogatással.